# Карначевка
Карначевка (укр. Карначівка) — село в Збаражской городской общине Тернопольского района Тернопольской области Украины.
Карначевка основана в 1785 году. Расположена у одного из истоков реки Жирак, выше по течению примыкает село Шилы. Через село проходит железная дорога, станция Карначевка.
Код КОАТУУ — 6123884101. Население по переписи 2001 года составляло 317 человек.
До 2020 года входило в Лановецкий район.

## Объекты социальной сферы
- Школа I ст.
- Клуб.
- Фельдшерско-акушерский пункт.